# Kafir

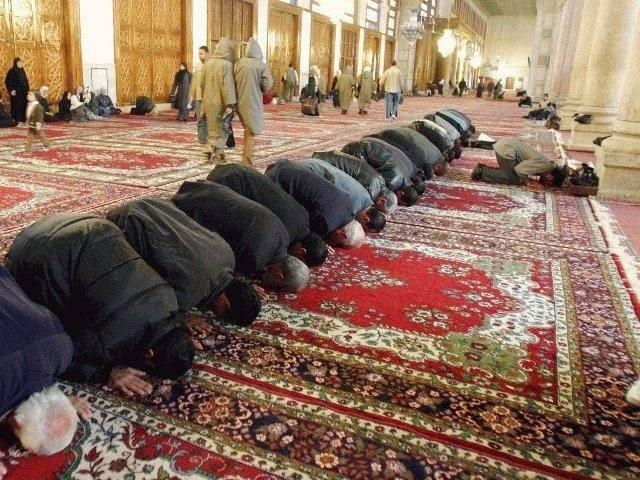
El término "kafir" es usado por musulmanes para referirse a los "no creyentes".

Kafir (en árabe: كَافِر‎, romanizado: kāfir, lit. 'incrédulo, infiel') es un término árabe utilizado en el islam con un sentido doctrinal. Se traduce como «infiel», «no creyente» o «no musulmán». El término hace referencia a las personas que rechazan a Alá (Dios) o niegan u «ocultan la verdad». La práctica de declarar a otro musulmán como un kafir se conoce como takfir. Según la tradición, si un musulmán deja de creer, rechaza, se burla o no cumple con los cinco pilares del islam, se convierte en un kafir. Lo mismo sucede con quien no acepta como halal (lo permitido) o haram (lo prohibido), o confunde halal por haram o viceversa. 
La tradición señala que si una persona común no conoce las enseñanzas del islam y comete alguna de las faltas anteriormente mencionadas no es kafir, sino que se considera que está en un error.

## Etimología
La palabra kafir es el participio activo de la raíz K-F-R "encubrir". Como término preislámico describía a los agricultores que enterraban las semillas en el suelo, cubriéndolas con tierra mientras las plantaban. Por tanto, la palabra kafir significa "persona que esconde o cubre algo".

## Uso de kafir en el Corán
El Corán utiliza el término kafir con varios significados de cualidades negativas de una persona que ayudan a precisar su contenido. La raíz K-F-R (كفر) tiene 482 derivados en el Corán lo que atestigua la importancia del concepto de kufr. Kafir y el correspondiente indefinido kafirun se utilizan directamente 134 veces en el Corán; su sustantivo verbal kufr 37 y sus conjugaciones y derivados verbales se utilizan alrededor de 250.
En la estructura del pensamiento islámico, kufr representa todas las cosas inaceptables y ofensivas para Alá. En su sentido coránico fundamental, kufr significa "ingratitud". Sin embargo, el Corán contiene muchas aleyas en los que se proporcionan definiciones más detalladas. Así, podremos encontrar que un kafir es, o debe ser:
- Aterrorizado: «Cuando vuestro Señor inspiró a los ángeles: "Yo estoy con vosotros. Confirmad, pues, a los que creen. Infundiré el terror en los corazones de quienes no crean. Cortadles el cuello, pegadles en todos los dedos"». [8: 12]
- Destruido: «Así fue extirpado el pueblo que obró impíamente. Alabado sea Dios, Señor del universo». [6: 45]
- Aborrecible: «Quienes discuten sobre los signos de Dios sin haber recibido autoridad... Es muy aborrecible para Dios y para los creyentes». [40:35]
  - Masacrado: «Hallaréis a otros que desean vivir en paz con vosotros y con su propia gente. Siempre que se les invita a la apostasía caen en ella. Si no se mantienen aparte, si no os ofrecen someterse, si no deponen las armas, apoderaos de ellos y matadles donde deis con ellos. Os hemos dado pleno poder sobre ellos». [4: 91]
- Crucificado: «Retribución de quienes hacen la guerra a Dios y a su Enviado y se dan a corromper en la tierra: serán muertos sin piedad, o crucificados o amputados de manos y pies opuestos, o desterrados del país. Sufrirán ignominia en la vida de acá y terrible castigo en la otra». [5: 33]
- Burlado: «Ese día, los creyentes se reirán de los infieles». [83: 34]
- Castigado: «Pero le habéis desmentido y pronto os vendrá lo ineludible (el castigo)». [25: 77]
- Maléfico: «Di: "Sí, y vosotros os humillaréis (por vuestra maldad)"». [37: 18]
- Maldito: «malditos, serán capturados y muertos sin piedad donde quiera que se dé con ellos». [33: 61]
- Decapitado: «Cuando sostengáis, pues, un encuentro con los infieles, descargad los golpes en el cuello hasta someterlos. Entonces, atadlos fuertemente». [47:4]
- Hacerles la guerra: «Luchen contra quienes no creen en Dios ni en el Día del Juicio, no respetan lo que Dios y Su Mensajero han vedado y no siguen la verdadera religión de entre aquellos de la Gente del Libro (que los hayan agredido), a menos que acepten pagar un impuesto con humildad». [9:29]
- Ignorante: «Aunque hubiéramos hecho que los ángeles descendieran a ellos, aunque les hubieran hablado los muertos, aunque hubiéramos juntado ante ellos todas las cosas, no habrían creído, a menos que Dios hubiera querido. Pero la mayoría son ignorantes».[7]

Cabe resaltar que las aleyas traducidas y citadas arriba se encuentran fuera de contexto; algunas han de ser entendidas en el contexto de una guerra, pues el Corán apela a dejar de luchar si los infieles dejan de atacar a los musulmanes:
«Y combatan por la causa de Dios a quienes los agredan, pero no se excedan, porque Dios no ama a los agresores». [2:190]
«Si alguno de los idólatras te pidiera protección, dale asilo para que así recapacite y escuche la Palabra de Dios, luego [si no reflexiona] ayúdalo a alcanzar un lugar seguro. Esto es porque son gente que no sabe». [9:6]
«Una vez establecida la diferencia entre la guía correcta y el desvío no se puede forzar a nadie a creer. Quien descrea de las falsas divinidades y crea en Dios, se habrá aferrado al asidero más firme [el Islam], que es irrompible. Dios todo lo oye, todo lo sabe». [2:256]

«Dios no les prohíbe hacer el bien y tratar con justicia a quienes no los han combatido por causa de la religión ni los han expulsado de sus hogares, porque Dios ama a los que actúan con justicia». [60:8]
(Traducción de ´Isa García)

## Uso dekafiren los hadices
En los hadices, también se asegura que un kafir tiene prohibido casarse con una mujer musulmana. Sin embargo, a un hombre musulmán sí se le permite:
- Ibn Jarir relató que Zayd bin Wahb dijo que Umar ibn al-Jattab (dijo: "El hombre musulmán se casa con la mujer cristiana, pero el hombre cristiano no se casa con la mujer musulmana".

El principal motivo de esta prohibición es evitar que la mujer musulmana siga la senda de su marido no creyente.

Cuando una delegación de cristianos del Imperio romano visitó al profeta Mahoma, él les invitó a quedarse en su mezquita y les permitió rezar según sus propias costumbres. En el año 628 otorgó una carta de privilegios a los monjes del monasterio de Santa Catalina en el monte Sinaí para asegurarles sus derechos como minoría cristiana. Esta carta es significativa en cuanto a demostrar el respeto y tolerancia que mostró el Profeta:
«Ésta es una carta de Mohammad ibn Abdallah, como pacto hacia aquellos que adoptan el cristianismo. Estamos con ellos, son nuestros ciudadanos y los defenderemos.
- Ninguna coacción les ha de ser impuesta.
- Ninguno de sus jueces deben ser relegados de sus puestos ni sus monjes de sus monasterios.
- Nadie puede destruir sus santuarios, ni dañarlos, ni coger nada de ellos para un domicilio musulmán.
- Nadie les puede forzar a luchar por los musulmanes, sino los musulmanes deben luchar por ellos.
Si una cristiana se casa con un musulmán, no debe llevarse a cabo sin el consentimiento de ella, y no se le podrá impedir rezar en su iglesia. 

Nadie de mi nación debe desobedecer este pacto hasta el Último Día»

## Evolución del términokafiren el Corán
A medida que avanza el texto del Corán, el significado detrás del término kafir también progresa; no cambia, sino que se acumula. Al principio, la evolución del término kafir está relacionada con el cambio de punto de vista de Mahoma hacia sus enemigos; más aún, dado que el término representa y contiene una amplia gama de comportamientos, kafir pasa de ser una de las muchas formas de describir a los opositores de Mahoma a ser la primaria. Más tarde, en el Corán, a medida que kafir se relaciona cada vez más con el término shirk, el término acumula aún más significado dada la inflexibilidad de los adversarios de Mahoma. Es en este punto que kafir se convierte en un concepto en sí mismo. Por último, en las últimas aleyas del Corán, el término kafir comienza a utilizarse para referirse a las personas que tienen que ser atacadas por los Mu'minin (creyentes).

## Tipos de kafir
El Corán usa la palabra kufr para referirse a una persona que cubre u oculta realidades, que se niega a aceptar el dominio y la autoridad de Alá. Hay dos tipos de infieles (kuffar, plural de kafir):
- Los no creyentes originales (kafir asli), es decir, que nunca abrazaron el Islam. Algunos creen en Alá, pero ninguno cumple con los preceptos del Islam, o reconocen a su profeta Mahoma. Son de tres tipos:
  - Gente del Libro. Estos son los judíos y los cristianos que creen en un solo Dios, pero no reconocen a Mahoma;
  - Los gentiles (llamados wathaniyyîn), los seguidores de las religiones no abrahámicas, como los hindúes, budistas, animistas, etc.;
  - Los ateos, los que se niegan a toda religión.
- Los infieles apóstatas (kafir murtad), que han cometido u omitido cualquier acto o discurso que provoque su excomunión del Islam. Estos actos de incredulidad son de dos tipos:
  - Al-jouhoud: Se trata del hecho de negar una obligación conocida por necesidad. Si una persona se niega a una acción que es conocida por el Islam por necesidad (como el ayuno, hajj, la oración, la sharia o la yihad) se convertirá en "jaahid" ('el que niega'), que se dedica al "jouhoud ";
  - Al-istihlâl: Consiste en permitir aquello que Allah ha prohibido, o en prohibir aquello que Allah ha permitido. Por ejemplo, el que permite la fornicación o cualquier otra cosa prohibida. Todo aquel que comete istihlâl se llama al-Mustahlil (legisladores);
  - An-Naqid: Es un acto que anula el Islam de la persona. Estos anuladores del Islam (Nawaqid al-Islam) son numerosos y si una persona comete uno de ellos, se convierte en un kafir murtad (incrédulo apóstata).

Otras clasificaciones de kufr (incredulidad),- Adaptado de 'Tafsir Ibn Kazir, los divide en varios tipos de Al-Kufr al-Akbar:
1. Kufrul-'Inaad: Incredulidad por terquedad. Esto se aplica a alguien que conoce la Verdad y admite conocer la Verdad, y la conoce por su lengua, pero se niega a aceptarla y se abstiene de hacer una declaración. Alá dice: Lanzad al infierno a cada kafir terco.[13]
2. Kufrul-Inkaar: Incredulidad por negación. Esto se aplica a alguien que niega con el corazón y la lengua. Alá dice: Reconocen la gracia de Alá, sin embargo, ellos la niegan. La mayoría de ellos son incrédulos.[14]
3. Kufrul-Kibr: La incredulidad por arrogancia y orgullo. Un ejemplo de este tipo de Kufr es la incredulidad por los demonios (Iblis).
4. Kufrul-Juhood: La incredulidad por rechazo. Se aplica a alguien que conoce la verdad en su corazón, pero la rechaza con la lengua. Este tipo de kufr es aplicable a los que se hacen llamar los musulmanes, pero rechazan cualquier norma necesaria y aceptada del Islam como el Salat y el Zakat. Alá dice: Ellos las negaron (Nuestros signos) a pesar de que su corazón creía en ellos, por despecho y arrogancia.[15]
5. Kufrul-Nifaaq: La incredulidad por hipocresía.Se aplica a una persona que pretende ser un creyente, pero oculta su incredulidad. A tal persona se le llama un munafiq o hipócrita. Alá dice: De cierto los hipócritas estarán en lo más profundo del infierno. No encontraréis a nadie que les ayude.[16]
6. Kufrul-Istihaal: La incredulidad por tratar de cometer haram en el halal. Esto se aplica a alguien que acepta como legítimo que el Halal es lo que Alá ha declarado ilegal Haram como el alcohol o el adulterio. Sólo Alá tiene la prerrogativa de hacer las cosas Halal y Haram y los que tratan de interferir con su derecho son sus rivales y, es por ello, que quedarán fuera de los límites de la fe.
7. Kufrul-Kurh: La incredulidad por detestar cualquiera de los mandamientos de Alá. Alá dice: la Perdición (destrucción) se dirigirá a los que no creen, y Él hará que sus acciones queden sin valor. Esto es debido a que son contrarios a lo que Alá ha revelado, así que Él ha hecho que sus acciones sean infructuosas.[17]
8. Kufrul-Istihzaha: La incredulidad, debido a la burla y el escarnio. Alá dice: Di: ¿Fue en Alá, de sus signos y de sus apóstoles de los que te estabas burlando? No des excusas. Has de creer después de haber creído.[18]
9. Kufrul-I'raadh: La incredulidad debido a la evasión. Esto se aplica a los que se apartan y evitan la verdad. Alá dice: ¿Y quién es más injusto que quien, habiéndosele recordado los signos de su Señor, le da la espalda? Entonces se olvida para lo que ha sido enviado (para el Día del Juicio)[19]
10. Kufrul-Istibdaal: La incredulidad por tratar de sustituir las leyes de Alá. Esto podría tomar la forma de:
  1. El rechazo a la ley de Alá, la Sharia sin negarla
  2. Denegación de la ley de Alá y, por tanto, rechazándola, o
  3. La sustitución de las leyes de Alá con las leyes hechas por el hombre. Alá dice: ¿O tienen tratos con Alá que les ha establecido preceptos de una religión que Alá no ha permitido.[20] Alá dice: No digas respecto a lo que vuestras lenguas extendien falsamente (que) es lícito y esto es ilícito con el fin de inventar una mentira en contra Allah. En verdad, los que inventan mentiras en contra de Alá no prosperarán.[21]

## Kafir y la Yihad
Para hacer frente a los no musulmanes, la regla general se menciona en el versículo que dice lo siguiente:
"Que no tomen los creyentes como aliados a los infieles en lugar de tomar a los creyentes -quien obre así no tendrá ninguna participación en Dios-, a menos que tengáis algo que temer de ellos. Dios os advierte que tengáis cuidado con Él. Dios es el fin de todo." [Corán 3:28]
"¡Creyentes! No toméis a los infieles como aliados, en lugar de tomar a los creyentes. ¿Queréis dar a Dios un argumento manifiesto en contra vuestra? [Corán 4:144]
"¡Creyentes! No toméis como aliados a quienes, habiendo recibido la Escritura antes que vosotros, toman vuestra religión a burla y a juego, ni tampoco a los infieles. Y temed a Dios, si es que sois creyentes. [Corán 5:57]
"¡Creyentes! No toméis como amigos a los judíos y a los cristianos. Son aliados unos de otros. Quien de vosotros trabe amistad con ellos, se hace uno de ellos. Dios no guía al pueblo impío. [Corán 3:28]
"Verás que los peores enemigos de los creyentes son los judíos y los idólatras, y los más amistosos son quienes dicen: "Somos cristianos". Esto es porque entre ellos hay sacerdotes y monjes que no se comportan con soberbia." [Corán 5:82]
El Corán y otros textos islámicos son muy claros al enseñar que no hay igualdad entre los musulmanes y los no musulmanes (kafir), y por lo tanto no hay base para una relación de iguales. Alá a través de su profeta Mahoma describe a los incrédulos como "transgresores pervertidos", la "peor de las criaturas", "no amado por Alá", y destinados a la tortura eterna en el infierno.  Sin embargo, el Corán también apela al diálogo entre los creyentes y no creyentes:
"Convoca al sendero de tu Señor con sabiduría y bellas palabras y argumenta de la mejor manera. Tu Señor sabe bien quién se extravía de Su camino y quién sigue la guía." (16:125)
"Di: "¡Oh, Gente del Libro! Vengan a una palabra común: No adoraremos sino a Dios, no Le asociaremos nada y no tomaremos a nadie como divinidad fuera de Dios". Pero si no aceptan digan: "Sean testigos de que nosotros nos hemos sometido (a Dios)"." (3:64)
"¡Oh, seres humanos! Los he creado a partir de un hombre y de una mujer, y los congregué en pueblos y tribus para que se conozcan los unos a los otros. El mejor de ustedes ante Dios es el de más piedad. Dios todo lo sabe y está bien informado de lo que hacen." (49:13)
"No discutáis con la gente de la Escritura sino de la mejor manera, excepto con los que hayan obrado injustamente. Y decid: «Creemos en lo que se nos ha revelado a nosotros y en lo que se os ha revelado a vosotros. Nuestro Dios y vuestro Dios es Uno. Y nos sometemos a Él»." (29:46)

## Algunas de las masacres religiosas cometidas en contra de kafires
- Masacre de los Banu Qurayza: En febrero/marzo del año 627, Mahoma ordena la decapitación de 600-900 hombres de la tribu judía de los Banu Qurayza. Las mujeres fueron capturadas como esclavas sexuales. Esto en el contexto del asedio de los Quraysh a Medina en la batalla de la Trinchera, considerando que esta tribu había roto el pacto con los musulmanes al aliarse con el enemigo.[29][30]
- Masacre de Córdoba: En el año 1011, cerca de 2000 judíos son asesinados en Córdoba, España.[31]
- Masacre de Fez: En el año 1033, 6000 judíos son asesinados en Fez.[32]
- Masacre de Granada: En diciembre del año 1066, 4000 judíos son masacrados en un día.[33]
- El conquistador musulmán Tamerlán, conocido por su extrema brutalidad y sus conquistas masacró a todos los cristianos que pudo encontrar, incluyendo a todos en la ciudad cristiana de Tikrit, por lo que destruyó el cristianismo en Mesopotamia. Sólo en Delhi, masacró 100 000 personas hindúes y esclavizó al resto, según relata en Tuzk-i-Timuri.[34]
- Masacre de Chitod: 24 de febrero de 1568, islamistas masacran a 30 000 hindúes.[35][36][37][38][39][40]
- Masacre de Chipre: en septiembre de 1597, entre 30 000 y 50 000 habitantes de Nicosia fueron asesinados y sus mujeres esclavizadas.[41]
- Masacres de la batalla de Panipat: En 1791 70 000 hindúes fueron masacrados en Panipat. 22 000 niños y mujeres fueron esclavizados.
- Masacre de cristianos de Mangalore. Entre 1784-99, unas 80 000 personas son asesinadas por órdenes del sultán Tippu Tip.
- Masacre de Quíos: En marzo de 1822, 120 000 personas fueron asesinadas o esclavizadas por musulmanes (3/4 de la población de la isla).
- Masacre de Batak: 3000 personas son masacradas en Bulgaria, bajo dominio otomano en 1876.
- Masacre de Badr Khan: a inicios de 1847, 30 000 cristianos asirios son masacrados y sus mujeres e hijos esclavizados.[42]
- Masacre de Adana: 30 000 cristianos armenios y 1500 asirios son masacrados en Adana en el año 1909.
- Masacres hamidianas de 1894-96: 300 000 cristianos son masacrados en el Imperio Otomano.
- Genocidio armenio: entre 1915-1923 alrededor de 1,5 millones de cristianos armenios son asesinados en Turquía.[43]
- Genocidio asirio: 400 000 cristianos asirios son asesinados (el 50 % de la población asiria en Turquía) entre 1914 y 1920 por los Jóvenes Musulmanes.[44]
- Genocidio griego: 900 000 cristianos ortodoxos griegos son asesinados en Turquía entre 1914-24.[45]
- Masacre de Simele: entre 600-3000 cristianos asirios son masacrados en Irak en 1933.
- Masacre de Rawalpindi: En marzo de 1947, la Liga Musulmana llama a matar a los sijíes, 5000 son asesinados.
- Partición de la India: En 1947, 1 millón de hindúes y sijíes son asesinados en el Punjab Occidental.
- Genocidio de Timor Oriental: 200 000 timorenses cristianos son asesinados entre 1975-1990.[46]
- Atentados del 11 de septiembre de 2001, esa mañana islamistas pilotando dos aviones comerciales secuestrados los estrellan sobre cada una de las torres del World Trade Center y asesinan cerca de 3000 personas en Nueva York.
- Genocidio yazidí, desde agosto de 2014, miles de yazidíes fueron masacrados por el Estado Islámico, hasta 4400 personas fueron asesinadas y 10 800 vendidas como esclavas. Tan solo en Sinjar, 3100 yazidíes fueron decapitados o quemados vivos y cerca de 6800 secuestrados; las mujeres para convertirse en esclavas sexuales y los hombres en combatientes forzosos (véase devsirme).[47]